# 司徒華
司徒 華（しと か、スートゥ・ファ、1931年2月28日 - 2011年1月2日）は、香港の政治家、教育家、作家。香港市民支援愛国民主運動連合会主席。香港民主派の重鎮で、「華叔（華おじさん）」の愛称で慕われていた。

## 生涯

### 生い立ち
1931年に香港で、広東省開平市出身の貧困家庭に7人兄弟の第3子として生まれる。司徒家の家系図によると、本名は司徒衛華となっている。幼少期の司徒は内向的で、周囲の人々と関わることを避けていたという。7〜8歳の時に父親が失業し、司徒と妹は学校に在学することが難しくなったが、叔父の協力で退学を免れた。
1941年の太平洋戦争勃発による日本軍の香港進攻から逃れるため、広東省開平市に避難した。戦後は香港に戻り学校に通い直し、1947年に油麻地の公立学校を卒業する。その後は皇仁書院に入学して教育学を専攻し、1950年に卒業する。司徒は家族を養うため教師になることをきめ、1952年に師範学院を卒業して教師になり、1961年には小学校の校長に就任した。1974年にキリスト教に入信した。

### 教師
1973年、香港政庁が教師の給与を15%削減することを発表した際に、これに反対するストライキ運動を主導した。この運動を機に司徒は同年、教職員組合・香港教育専業人員協会を設立し、1990年まで主席を務めた。教協は司徒の指導の下で1970年代〜1980年代にかけて勢力を拡大し、香港最大規模の労働組合となった。
1978年、中学教育で香港初の「中国語教育」の導入運動を展開した。また、同年に発生した学生運動・金禧事件の解決に際し、主導的役割を果たした。
1980年代に入ると司徒は香港教育界の指導者として強い影響力を持ち、1982年の第一次教科書問題に始まる歴史教科書問題に際しては、教協組合員を動員して日本に対する抗議運動を主導した。同時期に教育界を代表して香港政庁幹部と会談し、将来的な中国編入を見越した愛国教育の導入を提言した。

### 政治家

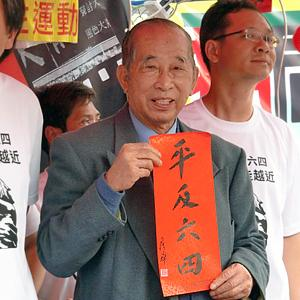
司徒華（2010年）

1985年、香港立法局議員に当選し、李柱銘と共に香港基本法起草委員会の委員に選ばれた。議員時代には「異常行動を奨励することになる」として、同性愛の解禁に反対していた。
1989年5月21日、六四天安門事件発生を契機に中国共産党の一党独裁に反対する民主派団体・香港市民愛国民主運動支援連合会（支連会）を設立し主席に就任。これにより李と共に香港基本法起草委員会を追放され、中国本土への入境も禁止された。また、1983年以来務めていた中国人民政治協商会議代議員も除名された。事件発生以来、司徒は毎年6月4日に天安門事件の記念集会を開催し、事件の全容解明を訴えていた。1990年、香港初の政党・香港民主同盟（後の民主党）の設立に加わる。
2004年7月17日、同年9月の任期満了を以て立法会議員を引退することを表明した。政界引退後は支連会の活動に専念するが、民主党にも一定の影響力を保持していた。任期満了前には、「極秘裏に中国に入境し、中国要人と会談した」と立法会で指摘されたが、司徒はこの疑惑を否定している。
中国への愛国姿勢が強く、教師時代に行っていた「中国語教育」導入運動や歴史教科書問題の日本への抗議運動の他、尖閣諸島の中国領有権を主張しており、その姿勢が香港基本法起草委員に選ばれた一因だとされている。また、台湾との平和的統一を主張しており、「両岸人民の人的交流が統一の促進に繋がる」として台湾の民間団体と積極的な交流を重ねていた。また、司徒は「台湾との統一を中国の背信行為が阻害している」として中国政府を批判していた。

### 人権運動家

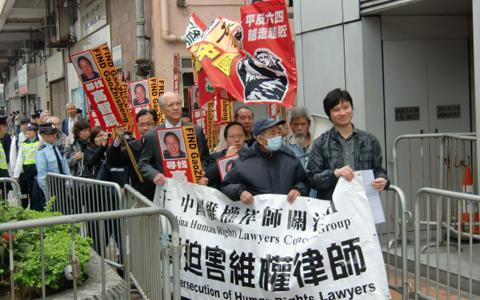
2010年6月4日、天安門事件21周年デモに参加する司徒華（マスクをした人物）

天安門事件発生後、司徒は学生リーダーや民主化運動家の中国脱出を支援する黄雀作戦に加わった。黄雀作戦は中国のマフィア・実業家たちから支連会副主席・朱耀明に持ち込まれた計画を基とし、支連会・マフィア・実業家・警察・立法会議員・英仏政府が連携した脱出作戦となった。作戦は柴玲や封従徳など著名な学生リーダーの脱出を優先的に行い、広東省珠海市に潜伏していたウーアルカイシを救出するため60万ドルを闇ルートに支払った。作戦は1997年の香港返還まで行われ、約400人の脱出を支援し、救出費用は1人当たり5万〜60万ドルかかり、全額を支連会が負担した。同年、チェコの人権団体・People In NeedからHomo Homini Awardを受賞した。
2006年、中国政府による法輪功虐殺を解明・追及するNPO団体・法輪功迫害真相調査連盟（CIPFG）の設立に加わり、アジア調査団副団長に就任。6月28日、虐殺の責任者として告訴されている賈慶林が香港を訪れた際に法輪功や他の民主派団体200人と共に抗議デモを実施し、賈に対し法律の遵守と人権弾圧を止めるよう求めた。2007年に北京オリンピックの聖火リレーに併せ、中国の人権改善を呼びかける「グローバル人権聖火リレー」を主催し、2008年7月20日 に到着した聖火を引き継ぎリレーを走った。
2008年に四川大地震が発生した際には、香港赤十字と連携して78万1,000ドルの義援金を集めた。

### 死去

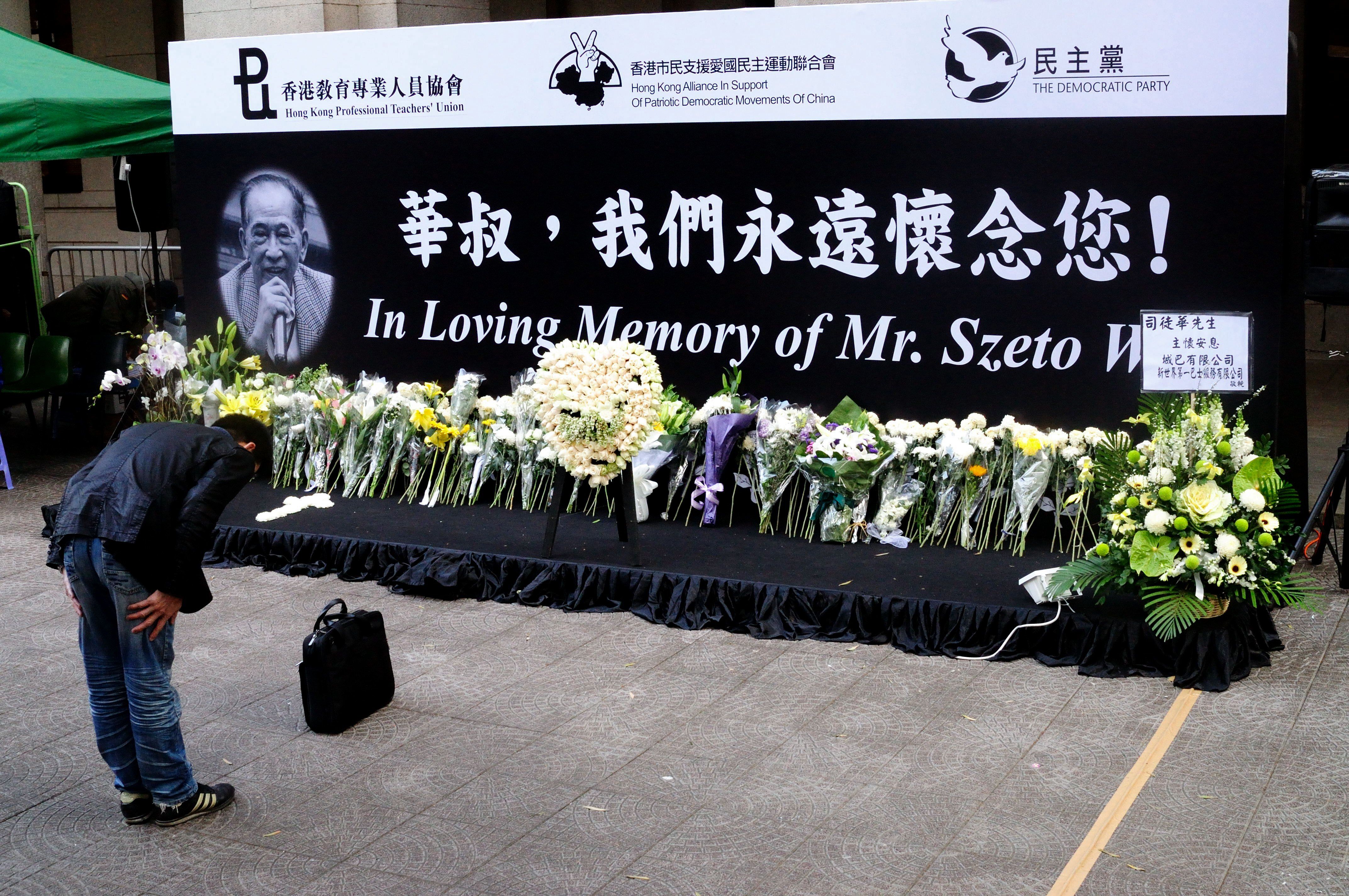
2011年1月8日、立法会ビル前に設置された司徒華の献花台

2010年、肺癌であることを公表し、治療を受けながら活動を続けると表明。5月30日に行われた天安門事件21周年デモには車椅子に乗り参加した。21周年デモに際し支連会のメンバーが拘束され追悼用の彫像が押収されたことについて「21年間で最も酷い弾圧」と表現し、香港政府を「中国の傀儡政府」と非難した。
2011年1月2日、肺癌のため香港のプリンス・オブ・ウェールズ病院で死去。司徒家・支連会・民主党・教育専業人員協会合同でキリスト教式の葬儀が執り行われ、遺体は司徒の遺志により、火葬された遺灰の半分は海に、半分は火葬場の庭に散布された。死去に際し、台湾行政院大陸委員会から弔意が表明された。また、最後の香港総督クリストファー・パッテンは、「司徒華は非常にタフで、英国の言いなりになることを拒んだ。中国の愛国者であり、植民地主義への抵抗者だった」と司徒を評価した。
1月28日、ヴィクトリアパークで追悼式典が開催され、8,000人が参列した。追悼式典には天安門事件の学生リーダーの1人だった王丹と「黄雀作戦」によって救出されたウーアルカイシが参列を表明していたが、香港政府によって入境を拒否された。

## 共産党との関係

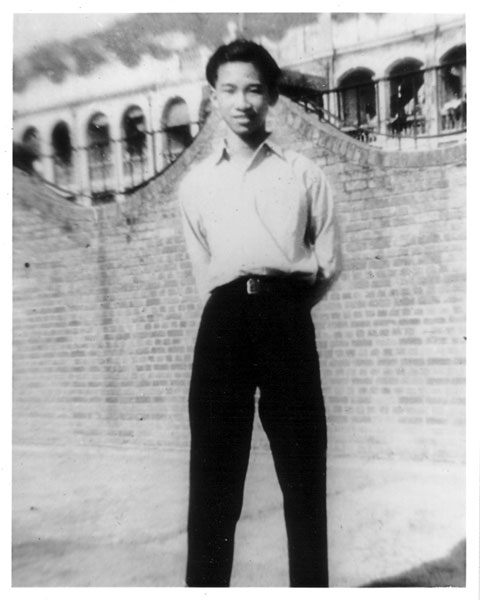
司徒華（1950年頃）

司徒は油麻地の公立学校に在籍していた頃に共産党の機関紙を読み、新民主主義論に触れて共産党の思想に感銘を受けたという。この頃の司徒は共産党こそが中国の繁栄を実現する希望と認識していた。1996年に執筆した回顧録によると、1949年の中華人民共和国建国の際には「人民が立ち上がった」と涙を流したという。
1949年9月、共産党の青年組織・新民主主義青年団に加入し、青年の育成を行う学友社の運営に加わったが、運営方針を巡り党幹部と対立したため離脱した。1966年には共産党への入党を求めたが拒否されており、1985年の立法局議員選挙の際には新華社香港支社の支持を取り付けるなど、共産党とは一定の関係を維持していた。一方、香港基本法起草委員時代に入党を勧められた際には、入党を断っている。また、イギリス統治時代には「教協に共産党員が入り込み組織の乗っ取りを図っていた」と証言しているが、香港政庁からは「司徒が主席でいる限り、共産党の勢力が浸透することはない」と判断されるなど、共産主義者とは見られていなかった。
共産党との関係が決定的に悪化したのは天安門事件以降であり、晩年には「共産党は全世界で最も強大な独裁政権」と批判していた。回顧録の中で司徒は「私は中国を愛しています。しかし、これは共産党を愛するという意味ではありません」「私の望みは共産党の一党独裁体制を終わらせ、民主的な中国を築くことです」と述べていた。